# Terrell Ransom Jr.
Terrell Louis Ransom Jr.  (nacido el 5 de julio de 2003), también conocido como Kid Prodigy, es un actor estadounidense. Es principalmente conocido por sus papeles en The Amazing World of Gumball como Darwin Watterson y A Girl Named Jo como Dwight Hughes.

## Primeros años
Ransom nació como Terrell Louis Ransom Jr. el 5 de julio de 2003 en Royal Oak, Michigan, como hijo de Terrell Louis Sr. y Katrina Ransom. Ransom mostró interés en la actuación y el modelaje desde muy temprano cuando veía la serie de Disney Channel Hannah Montana cuando era niño. Posteriormente se inscribió en clases de actuación donde los profesores se mostraron reacios a trabajar con él debido a su corta edad. Tras esto, Katrina se mudó a California para facilitar la carrera de su hijo.

## Carrera
Desde que se mudó a California a finales de 2007, Ransom ha estado trabajando de manera constante. Ha aparecido en numerosos comerciales, incluidos anuncios de Kmart, Quilted Northern, Old Navy, Elmers Glue, McDonald's y SpongeBob SpongeSoap. Durante siete años tuvo un papel recurrente en Days of Our Lives e hizo apariciones especiales en varios programas, incluidos The Middle y Detroit 1-8-7 de ABC, CSI: Nueva York de CBS y The Jay Leno Show de NBC. También ha aparecido películas, incluyendo la película de 2011 The Chicago 8 y la película de Lifetime de 2012 Murder on the 13th Floor. Desde la tercera temporada hasta el undécimo episodio de la quinta temporada de The Amazing World of Gumball de Cartoon Network, Ransom prestó su voz a Darwin Watterson después de que Kwesi Boakye (quien prestó su voz a Darwin durante las primeras tres temporadas) llegara a la pubertad. Fue sucedido por Donielle T. Hansley Jr. por la misma razón.

## Vida personal
Ransom ha sido un embajador famoso de The Jonathan Foundation, una organización que brinda asistencia en el sistema de educación de necesidades especiales en Northridge, California desde 2015.

## Filmografía
| Año     | Título                                                                          | Papel                    | Notas                                               |
| ------- | ------------------------------------------------------------------------------- | ------------------------ | --------------------------------------------------- |
| 2008    | Days of Our Lives                                                               | Theo Carver              | 100+ episodios                                      |
| 2009    | Joe Buck Live                                                                   | Little Leaguer           | Episodio #1.1                                       |
| 2009    | The Jay Leno Show                                                               | Hijo de Jay Leno         | Corto Jay & Kevin Plus 11                           |
| 2009    | The Middle                                                                      | Spencer Henderson        | Episodio #1.5; The Block Party                      |
| 2009    | The Scarecrow & the Princess                                                    | Trick or Treater         | Cortometraje                                        |
| 2010    | Funny or Die Presents                                                           | Africa/Niño en bicicleta | 2 episodios                                         |
| 2010    | Childrens Hospital                                                              | Paciente                 | Episodio #2.7                                       |
| 2010    | Detroit 1-8-7                                                                   | Kevin Jackson            | Episodio #1.4; Royal Bubbles/Needle Drop            |
| 2010    | Ni Hao, Kai-Lan                                                                 | Xin Xin                  | Episodio: Princess Kai-Lan                          |
| 2010    | The 41-Year-Old Virgin Who Knocked Up Sarah Marshall and Felt Superbad About It | Blaqguy (6 años)         | Película                                            |
| 2010    | Courage                                                                         | Justin Porter            | Protagonista, cortometraje                          |
| 2011    | The Middle                                                                      | Niño                     | Episodio #2.18; Spring Cleaning                     |
| 2011    | General Hospital                                                                | Niño                     | 2 episodios                                         |
| 2011    | Girl in Tank                                                                    | Jimmy                    | Cortometraje                                        |
| 2011    | Pretty the Series                                                               | Nay-J Mink               | 4 episodios                                         |
| 2012    | Murder on the 13th Floor                                                        | Cody Braxton             | Protagonista; película de Lifetime                  |
| 2012    | The Chicago 8                                                                   | Malik Seale              | Secundario                                          |
| 2012    | CSI: Nueva York                                                                 | Lonnie James             | Episodio #9.04; Unspoken                            |
| 2012    | CSI: Crime Scene Investigation                                                  | Eli Brewster             | Episodio #13.07; Fallen Angels                      |
| 2013    | 12 Years a Slave                                                                | Niño                     | Película                                            |
| 2013    | The Best Man Holiday                                                            | Niño                     | Película                                            |
| 2014–17 | The Amazing World of Gumball                                                    | Darwin Watterson         | Protagonista; temporada 3-temporada 5; 91 episodios |
| 2015    | The Whispers                                                                    | Ethan                    | Invitado; 2 episodios                               |
| 2016    | Buscando a Dory                                                                 | Voces adicionales        | Película                                            |
| 2017    | A Chance in the World                                                           | Steve                    | Película                                            |
| 2019    | A Girl Named Jo                                                                 | Dwight Hughes            | Protagonista (temporadas 2-3)                       |
| 2019    | Same Time, Next Christmas                                                       | Jeff                     | Película de televisión                              |
| 2023    | Days of Our Lives                                                               | Jerry Prentiss           |                                                     |